# Kate Hood
Kate Hood (Sydney, 10 de outubro de 1958), por vezes referida como Kate Wood, é uma atriz, diretora teatral, dramaturga, artista de voice-over e cantora australiana.

## Vida e carreira
Hood trabalhou em grandes companhias de teatro e empresas de produção comercial australianas. Entre as diversas obras teatrais nas quais atuou, estão óperas como Marat/Sade e Romeo and Juliet, produzida pela Opera Australia. Também estrelou várias peças na Nova Zelândia, incluindo Pygmalion, Who's Afraid of Virginia Woolf?, Chicago, Sweet Charity e Aladdin. Além disso, ela já dirigiu e escreveu mais de duas dezenas de peças e tem créditos de recitação, direção de workshops e construção de títeres.
Internacionalmente, um dos trabalhos mais conhecidos de Hood é seu papel de Kath Maxwell na telessérie Prisoner (também intitulada Prisoner: Cell Block H) durante o último ano de exibição desse programa (1986). No cinema, teve um papel no longa-metragem Mesmerized (1986), estrelado por Jodie Foster. Entre 1985 e 2016, ela realizou voice-over comercial para diversas empresas, com destaque para seu trabalho como artista principal em peças promocionais da rede ABC.
Em 2003, Hood foi diagnosticada com paraparesia espástica familiar, distúrbio genético que levou-a a tornar-se cadeirante. Ela passou a trabalhar extensivamente com voice-over e narrações de audiolivros, pelas quais recebeu alguns prêmios. Tornou-se defensora dos atores com deficiência e começou a escrever suas próprias produções e se apresentar em festivais. Em 2016, fundou a Raspberry Ripple Productions, companhia teatral liderada por pessoas com deficiência, e começou a filmar um papel na soap opera Neighbours. Na época, ela comentou: "Finalmente, uma grande telessérie australiana, que é vista globalmente, deu o passo de lançar um ator com deficiência para interpretar uma pessoa com deficiência". Hood também é cantora, fazendo parte da banda de jazz Katydid, e trabalhou como professora de canto, atuação e voz.

## Filmografia

### Cinema
| Ano  | Título              | Papel                    | Notas          | Ref.  |
| ---- | ------------------- | ------------------------ | -------------- | ----- |
| 1984 | Constance           | Assistente da biblioteca |                | [ 9 ] |
| 1986 | Mesmerized          | Parteira                 |                | [ 6 ] |
| 1999 | Hindsight           | Helena                   | Curta-metragem | [ 5 ] |
| 2002 | Dancing in the Dust | Elenco principal         | Curta-metragem | [ 5 ] |

### Televisão
| Ano       | Título                                 | Papel                      | Notas                                 | Ref.   |
| --------- | -------------------------------------- | -------------------------- | ------------------------------------- | ------ |
| 1984      | Radio with Pictures                    | Elenco principal           | Documentário televisivo               | [ 5 ]  |
| 1985      | Hanlon – In Defence of Minnie Dean     | Elenco principal           | Minissérie                            | [ 5 ]  |
| 1986      | Prisoner                               | Kath Maxwell               | 86 episódios                          | [ 5 ]  |
| 1988      | Takeover                               | Enfermeira                 | Telefilme; creditada como Kate Wood   | [ 10 ] |
| 1993      | The Flood: Who Will Save Our Children? | Sra. Bowman                | Telefilme                             | [ 9 ]  |
| 1999-2000 | Blue Heelers                           | Jill Fowler / Rita Hammond | 3 episódios                           | [ 5 ]  |
| 2014      | Queen Esmee of Collingwood             | Convidada                  | Série de chat; roteirista de monólogo | [ 5 ]  |
| 2016      | Neighbours                             | Maxine Cowper              | Recorrente                            | [ 11 ] |

## Obra citada
- Turkic, Michael; Le, William (2010). «Kate Hood - ICACM» (PDF) (em inglês). Sydney: International Casting & Creative Management. 5 páginas. Consultado em 20 de fevereiro de 2022. Cópia arquivada (PDF) em 20 de fevereiro de 2022